# قواع القطب الشمالي
قواع القطب الشمالي أو القواع القطبي، أو نوع من الأرانب البرية التي تكيفت مع الموائل القطبية والجبلية إلى حد كبير. يتكيف الأرنب القطبي بفضل معطف سميك من الفرو وهو عادة ما يحفر حفراً عميقة في الأرض أو تحت الثلوج للنوم وطلب الدفء. يبدو الأرنب البري كالأرنب العادي، بيد أن أذنيه أقصر وهو يبدو أطول عند الوقوف، لكنه وبخلاف الأرانب العادية يستطيع العيش في المناخات الباردة. يمكن للأرنب القطبي الانتقال في قطعان قد يصل عدد أفرادها إلى العشرات أو أكثر، لكنها في الغالب تعيش وحدها، وقد تتخذ أحياناً أكثر من شريك. يركض الأرنب القطبي بسرعة تصل إلى 60 كم في الساعة> 
أما مفترسات أرنب القطب الشمالي فتشمل الثعلب القطبي وذئب القطب الشمالي والقاقم والسنقر والشاهين والبوم الثلجي.

## مناطق تواجده
يتوزع انتشار الأرنب القطبي في مناطق التندرا في جرينلاند وأجزاء من شمال كندا، كما تعيش في المناطق الجنوبية كما في جزيرة نيوفاوندلاند. في نيوفاوندلاند ولابرادور، يتموه الأرنب القطبي وينمو له المزيد من الفرو الجديد ويتغير لونه من البني أو الرمادي في الصيف إلى الأبيض في الشتاء، كحال غيره من حيوانات القطب الشمالي كالقاقم وترمجان الصخر، ما يتيح له التمويه بتغيّر البيئات. مع ذلك، تصل مناطق تواجد الأرنب القطبي شمالاً في كندا حيث يكون الصيف قصير جداً ويبقى الأرنب أبيضاً على مدار السنة.

## المواصفات
أرنب القطب الشمالي هو أحد أكبر الحيوانات أرنبيات الشكل الحية. في المتوسط، يبلغ طولها حوالي 43 إلى 70 سـم (17 إلى 28 بوصة) دون احتساب طول الذيل الذي يصل طوله 4.5–10 سـم (1.8–3.9 بوصة). يتراوح وزن هذا النوع بين 2.5-5.5 كغم وقد يصل وزن الأرانب الأكبر حجماً إلى 7 كغم (15 باوند)
يتكون النظام الغذائي للأرنب القطبي من النباتات الخشبية والبراعم والتوت والأوراق والأعشاب. في أوائل الصيف، يستهلك كاسر الثلج الأرجواني. وله إحساس قوي للروائح، وربما يحفر عميقاً في الثلوج للوصول إلى أغصان الصفصاف تحت الثلج.
تلد أنثى الأرنب القطبي ما يصل إلى ثمانية أرانب. وتبقى الصغار في رعاية أمها في المنزل حتى عمر يؤهلها العيش وحدها.
يمتد عمر الأرانب القطبية حتى خمس سنوات في المتوسط إن لم يتم افتراسها أو قبل أن تموت لأسباب غير طبيعية.

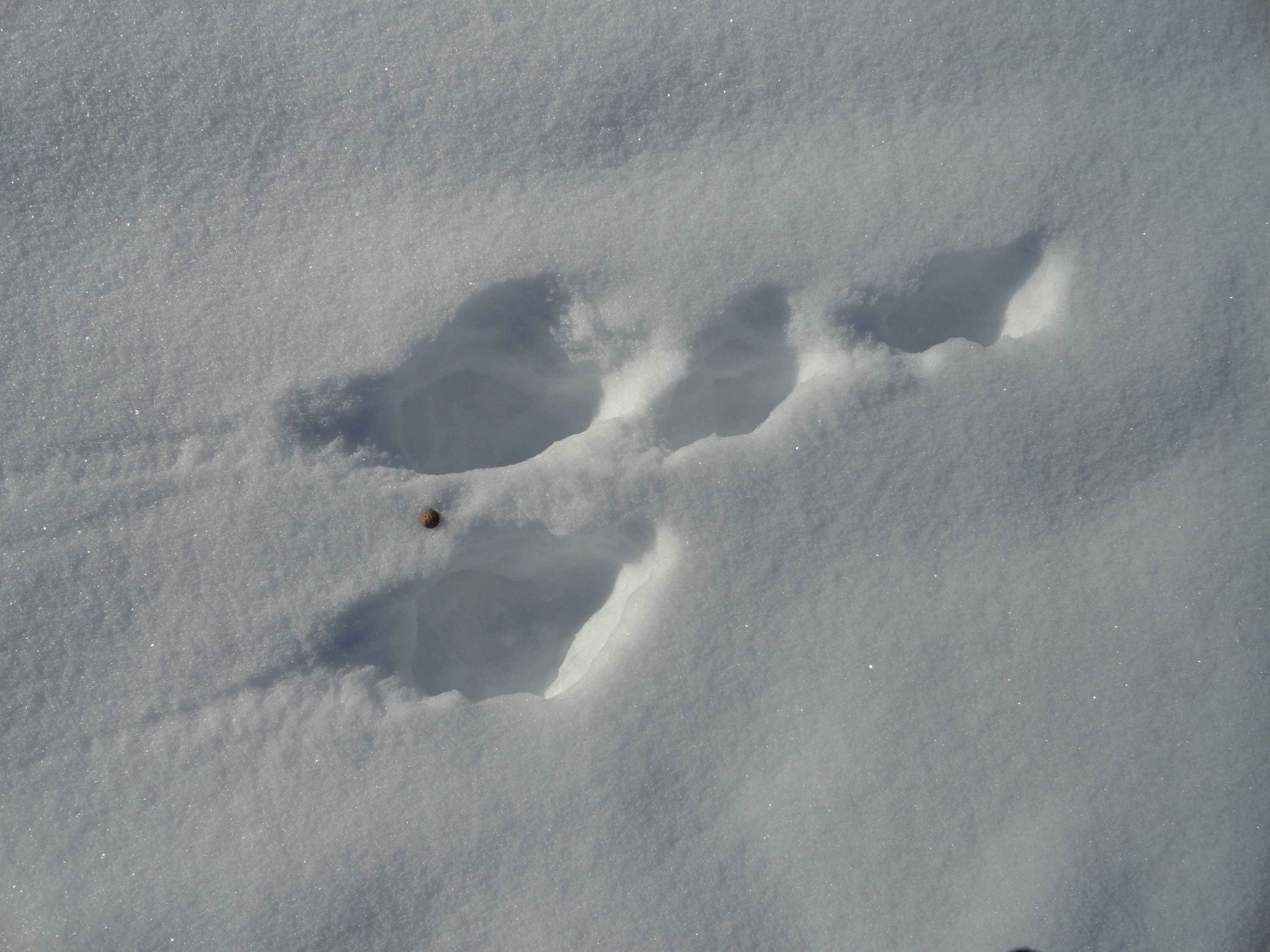
آثار أقدام الأرنب القطبي على الثلج.